# Осипов, Виктор Петрович
Ви́ктор Петро́вич О́сипов (31 октября (12 ноября) 1871, Санкт-Петербург — 22 мая 1947, Ленинград) —
российский и советский психиатр, невролог, физиолог.
Доктор медицинских наук, профессор, заслуженный деятель науки РСФСР, член-корреспондент Академии наук СССР (1939), действительный член Академии медицинских наук СССР (1944), генерал-лейтенант медицинской службы.
В. П. Осипов является одним из основоположников патофизиологического направления в отечественной психиатрии.

## Биография
Виктор Петрович Осипов родился в 1871 году в Санкт-Петербурге.
В 1890 году В. П. Осипов поступает в Военно-медицинскую академию, которую окончил в 1895 году. Будучи студентом 4-го курса получил золотую медаль за работу «Анатомическое исследование центральных окончаний блуждающего нерва». После окончания обучения три года занимался научной деятельностью и врачебной практикой в клинике при Военно-медицинской академии под руководством В. М. Бехтерева. В 1898 году В. П. Осипов успешно защищает докторскую диссертацию на тему «О сокращении желудка, кишок и мочевого пузыря в течение падучных приступов», в которой показал связь патологического процесса, поражающего головной мозг, с деятельностью внутренних органов.
После защиты диссертации В. П. Осипов отправился в заграничную командировку, где обучался и работал в лучших лабораториях Европы. В этот период В. П. Осипов изучал клиническую психиатрию и невропатологию у Э. Крепелина и Г. Оппенгейма, физиологию — у Г. Мунка, бактериологию — у И. И. Мечникова. В 1901 году возвращается в Санкт-Петербург, где работал сначала лаборантом, а затем приват-доцентом в психиатрической клинике Военно-медицинской академии. Одновременно В. П. Осипов был ассистентом кафедры психиатрии в Петербургском женском медицинском институте.
В 1906 году В. П. Осипов был избран профессором кафедры психиатрии Казанского медицинского университета, в котором проработал до 1914 года. С 1915 года до самой смерти В. П. Осипов был профессором и заведующим кафедры психиатрии Военно-медицинской академии. В 1929 году В. П. Осипов становится директором Государственного института мозга, которым также руководил до конца своей жизни. Наряду с преподавательской, вёл научную работу.
В 1920—30-х гг. В. П. Осипов активно интересовался психоаналитическими идеями и поддерживал контакты с психоаналитиками. Переписывался с американским психоаналитиком К. Оберндорфом, с которым встречался в 1932 году во время его двухнедельного визита в СССР.
С начала мая 1923 года В. П. Осипов был одним из лечащих врачей В. И. Ленина. В составе трёх врачей констатировал его смерть вечером 21 января 1924 года и участвовал в написании патологоанатомического заключения 22 января того же года. Его воспоминания о болезни и смерти Ленина были опубликованы в журнале «Наша Искра».
В. П. Осипов был председателем Петроградского общества психиатров и невропатологов. В 1933 году ему было присвоено звание Заслуженного деятеля науки РСФСР.
Виктор Петрович Осипов скончался 22 мая 1947 года в Ленинграде. Похоронен на Богословском кладбище, где позже рядом с ним была похоронена его жена — Вера Николаевна Осипова.

## Научная деятельность
В. П. Осипов развивал идеи В. М. Бехтерева о необходимости объединения в единую комплексную систему биологических и социолого-психологических наук, общим предметом которых является человек. Организационно эта задача была реализована в деятельности руководимого им Института мозга.
В статье «Фотографическое чтение вслух» В. П. Осипов выделил впервые описанный им симптом, названный фотографическим чтением вслух, который можно отнести к области подражательных движений. В период работы В. П. Осипова в Казани было впервые начато изучение роли наследственности в происхождении психических заболеваний.
Поведение и активность личности, её познавательная сфера изучались В. П. Осиповым на разных этапах возрастного развития, в трудовой деятельности, в норме и в патологии. Психология, определяемая как наука о нормальной психической деятельности личности в её многообразных отношениях с окружающей действительностью, выступала для В. П. Осипова основой его патофизиологических и патопсихологических исследований. С другой стороны, он обосновывал несостоятельность психологических теорий для изучения шизофрении, так как считал, что только психологическими построениями нельзя объяснить особенности психики и поведения больного. Исследование психических явлений у душевнобольных должно заключаться в одновременном исследовании и сопоставлении их психопатологического состояния и патофизиологических особенностей.
В. П. Осипов придавал решающее значение биологическим исследованиям, изучению конституционально-генетических факторов в происхождении шизофрении. Он опровергал концепцию о роли психологических комплексов в её происхождении. Своими исследованиями В. П. Осипов доказал несостоятельность психологических теорий для объяснения шизофрении, особенно для понимания синдрома кататонии. Он подчеркивал значение учения И. П. Павлова для психиатрии.
В. П. Осиповым были исследованы нарушения разных видов чувствительности, закономерности взаимодействия ощущений и представлений в зависимости от практической деятельности. Разрабатывал проблемы клиники психиатрии, невропатологии, психологии, морфологии, физиологии нервной системы, осуществлял патофизиологический и патопсихологический анализ различных душевных болезней (шизофрении, кататонии, маниакально-депрессивного психоза, прогрессивного паралича).
В. П. Осипов обосновал представление о прогрессивном параличе как о позднем сифилитическом психозе, чем опроверг метасифилитическую теорию прогрессивного паралича.
В работах В. П. Осипова подробно рассматривался вопрос о норме и патологии психической деятельности, разработано учение о пограничных состояниях, широко применявшееся в практике экспертизы, профотбора, профконсультации.
Предметом серьёзного внимания В. П. Осипова являлись эмоционально-аффективные состояния и их расстройства, наблюдаемые при различных психических заболеваниях (в частности, при маниакально-депрессивном психозе), исследовалось влияние эмоционально-волевых расстройств на мыслительные операции, память, внимание, работоспособность. По аналогии с безусловными и условными рефлексами И. П. Павлова, В. П. Осипов классифицировал безусловно и условно эмоционально-аффективные реакции по особенностям их физиологического развития, разработал схему возникновения, развития и течения эмоционально-аффективных процессов.
В 1923 году В. П. Осипов разработал суггестивную пробу на выявление делирия — так называемая «Осипова проба». В делириозном состоянии больной после внушения о том, что ему как будто вкладывают в кисть руки какой-то предмет и зажимают её, утверждает, что ощущает этот предмет ладонью и пытается угадать, что же там находится.
В 1925 году, развивая идеи объективного психологического и психиатрического метода, В. П. Осипов предложил преобразовать психиатрию как науку о психических переживаниях и болезнях в науку о расстройствах поведения, отказаться от термина «психиатрия» и заменить его понятием «тропопатология» — наука о расстройствах поведения. Однако эта идея не получила поддержки.

### Основные труды
- Осипов В. П. Кататония Kahlbaum’a. — Казань: «Типолитография Императорского Университета», 1907.
- Осипов В. П. Фотографическое чтение вслух // «Неврологический вестник», 1908.
- Осипов В. П. Курс учения о душевных болезнях. Часть I. Общая психиатрия. — Петроград: «Издание К. Л. Риккера», 1917.
- Осипов В. П. Курс общего учения о душевных болезнях Архивная копия от 7 октября 2014 на Wayback Machine. — Берлин: «Госиздат», 1923.
- Осипов В. П. Частное учение о душевных болезнях. Часть 1. — М., Ленинград: «Госиздат», 1923.
- Осипов В. П. Частное учение о душевных болезнях. Часть 2. — М., Ленинград: «Госиздат», 1926.
- Воячек В. И., Осипов В. П. Врачебная тайна и врачебная этика. — Ленинград: «Красная газета», 1930.
- Осипов В. П. Руководство по психиатрии. — М., Ленинград: «Госиздат», 1931.
- Осипов В. П. Вопросы психиатрического распознавания и определения годности к военной службе. — Ленинград, 1944.
- Осипов В. П. Болезнь и смерть Владимира Ильича Ульянова-Ленина (По личным воспоминаниям) // «Болезнь, смерть и бальзамирование В. И. Ленина». — М.: «Республика», 1997, с. 177—199.

## Адреса в Санкт-Петербурге — Петрограде — Ленинграде
- 1896—1906 — бывшая дача А. Н. Воронихина, в то время принадлежавшая купцу Б. П. Осипову, — Каменноостровский проспект, 62.
- 1915 — 22.05.1947 года — здание клиники для душевнобольных при Военно-медицинской академии — Боткинская улица, 17.

## Награды
- 3 ордена Ленина (07.12.1940, …)
- орден Отечественной войны 1-й степени (17.11.1945)
- 2 ордена Трудового Красного Знамени (в том числе 10.06.1945)
- медали